# Sanremo
Sanremo (1937–2002 közötti hivatalos nevén San Remo, ligur nyelven Sanremu) város Olaszországban, Imperia megyében, Liguria régióban. Az 56 000 lakosú üdülőhely a régió nyugati partszakaszán fekszik, a francia határtól mintegy 20 kilométerre.

## A város neve
A város neve a Sant'Eremo di San Romolo név fonetikus rövidülése, amely a genovai Romulus püspökre, a genovai Syrus püspök utódjára utal (ligur nyelven San Rœmu). A San Remo írásmód szerepelt Liguria, a Genovai Köztársaság, a középkori Itália, a Szárd Királyság és az Olasz Királyság összes térképén. Az 1920-as években, a fasizmus idején a város vezetése szembekerült a központi hatóságokkal, amikor a statisztikai hivatal leiratban utasította a "San Remo" alak használatára, ám a polgármester ezt megtagadta, s a névhasználat sokáig bizonytalan volt, mivel az állami nyilvántartásokban a különírt változatot használták. Aztán győzött a város akarata és 2002 óta a Sanremo alak a hivatalos olasz megnevezés.

## Általános információk

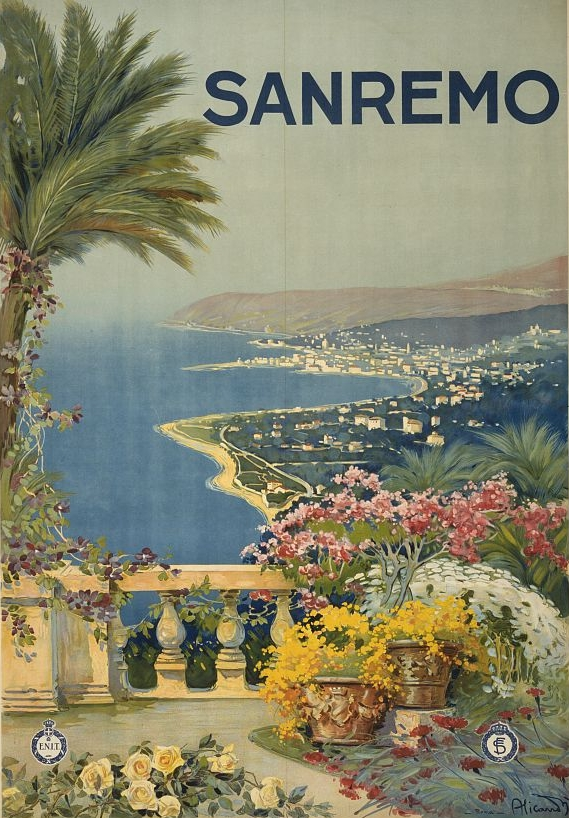
Sanremói képeslap az 1920-as évekből

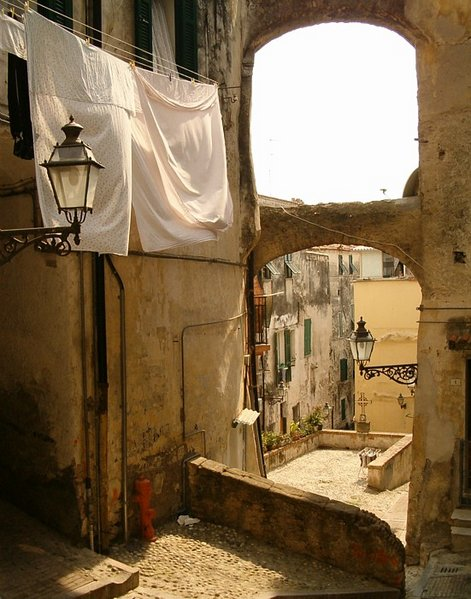
Sanremo történelmi városközpontja, a „La Pigna”

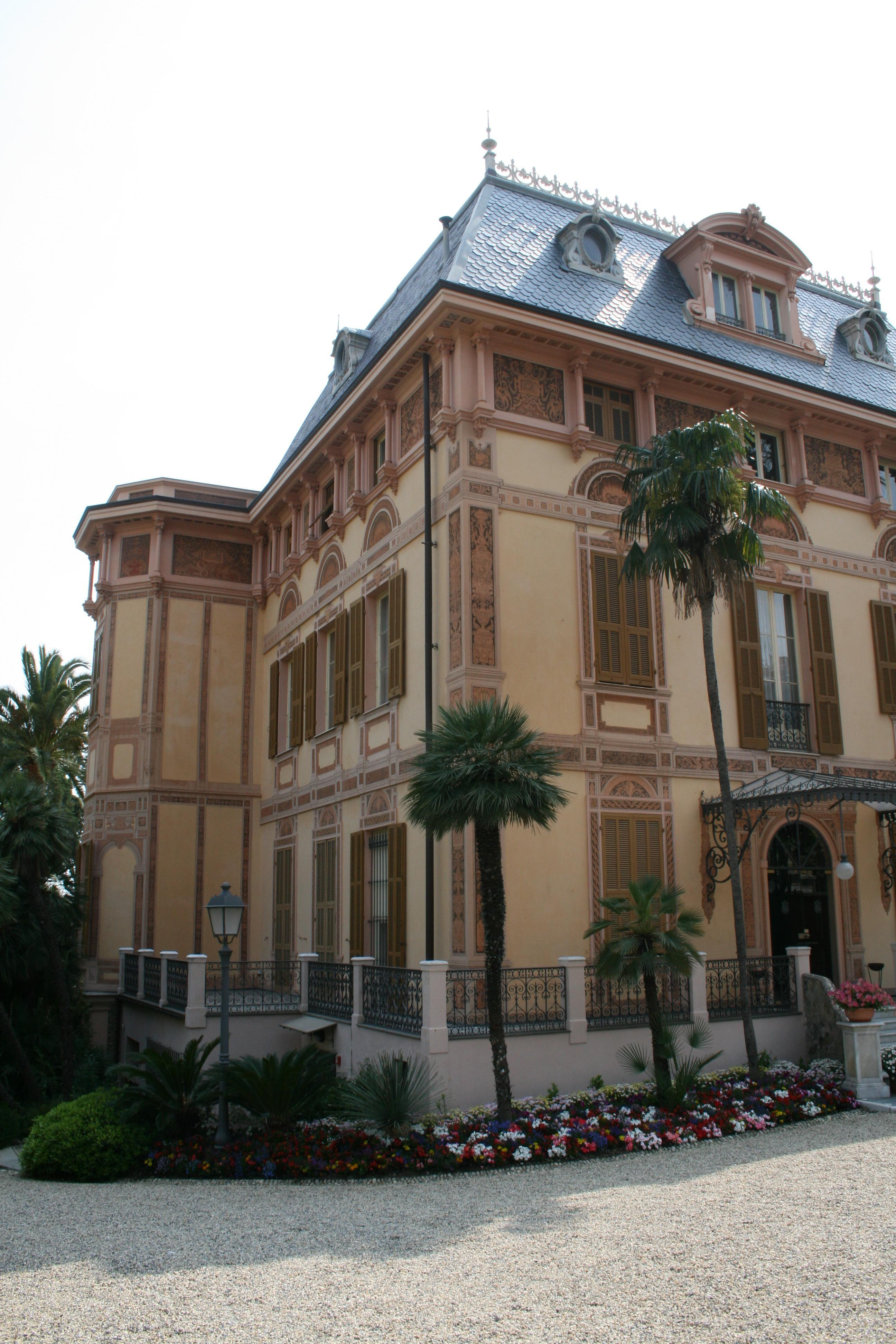
Alfred Nobel villája Sanremóban

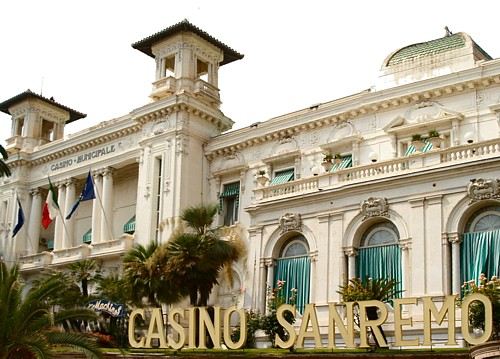
Sanremo híres kaszinója

Sanremo a Capo Nero és a Capo Verde közötti széles öböl partján terül el, éghajlata az egészen a tengerig lehúzódó Tengeri-Alpoknak köszönhetően (közeli hegycsúcsok: Piano Carparo 901 m, Monte-Caggio 1090 m és Monte Bignone 1298 m) télen is egyenletesen enyhe. Nyáron kedvelt fürdőhely.
Különösen ismert Sanremo „Kasbah”-nak nevezett keleties negyede, tele sikátorokkal és átjárókkal a La Pignának nevezett óvárosban.
Világszerte ismert a sanremói kaszinó, valamint a Riviera dei Fiori (Virágospart), amely a szegfűiről, rózsáiról és virágpiacáról nevezetes. Nem véletlenül hívják Sanremót „virágvárosnak”, hiszen gazdasági jólétét nagyrészt a virág- és növénytermesztésnek köszönheti. A növénytermesztési ágazatban mintegy 2000 vállalkozás és számtalan exportcég dolgozik (2004-es adat). 1980 óta Sanremo szállítja a világhírű bécsi újévi koncertekhez a csodálatos virágkölteményeket.

Helyet ad az 1951 óta, minden évben megrendezett Sanremói Dalfesztiválnak, 1963 óta a Teatro Aristonban. 
 A város a sportrajongók számára is fogalommá vált, a klasszikus Milánó–Sanremo-kerékpárverseny miatt. Ezenkívül nemzetközi autóversenyeket is rendeznek és minden húsvétkor indul a vitorlás regat(t)a.
Székhelye a Nemzetközi Emberjogi Intézetnek. Az 1970 óta fennálló független intézmény, amely a nemzetközi humanitárius jog fejlődésével és terjesztésével, illetve az alkalmazott jogi területekkel foglalkozik.
A Riviera Trasporti (RT) cég trolibuszokat üzemeltet Sanremóban, így ez az egyik legkisebb olasz város, ahol trolibusz-közlekedés működik.
Alfred Nobel 1891-ben ide költözött és itt is halt meg 1896-ban. A Villa Nobel a tenger mellett található. Nobel számos kísérletét itt végezte.

## Története
A római korban Matutia vagy Villa Matutiana néven állt itt település, amely később növekedésnek indult a kora középkorban, amikor a lakók a környező hegyeket is elkezdték benépesíteni. A nemesség felépíttette a várat és fallal vette körül La Pigna óvárost, hogy védje a szaracénok támadásaitól. Az óváros házait szándékosan szorosan egymáshoz építették, szűk utcákkal és fedett sikátorokkal, hogy a kalózok támadásaival szemben jobban tudjanak védekezni.
A település először a ventimigliai grófsághoz tartozott, majd a genovai püspökök tulajdonába került. 1297-ben Genova eladta a várost a Doria és a De Mari családoknak. A 15. század második felében vált szabad várossá, amelyet követően kiterjedt a Pigna-hegyre és a Szent Syrus-katedrálisra is. A régi falu majdnem tökéletes állapotban fennmaradt. A Via Palmán a Pigna főutcáján található egy kis palota, a Casa Manara, ahol III. Pál pápa 1538-ban nizzai utazása során megszállt. Még lejjebb, a Via Montà 18. szám alatt szállt meg Napóleon, 1794-ben. 
A modern városközpont a 20. század elejére alakult ki, miután Sanremót az unatkozó arisztokrácia felfedezte magának. Néhány év alatt a korábbi kis halászfaluból elegáns turistaközpont lett, nevét az egész világon ismerik. 
Sanremo sokáig független tudott maradni Genovától. 1753-ban, 20 éves, heves háborúzást követően, fellázadt a Genovai Köztársaság hegemonikus törekvései ellen. Ekkor építette  a Santa Tecla erődöt, amely a kikötő közelében, a tengerparton áll. Ezt 2002-ig börtönként használták. Múzeummá történő átépítése folyamatban van.
A francia uralom és a Savoyai-restauráció (1814) után Sanremót a Szárd Királyság annektálta. A 18. század közepétől a város gyorsan növekedett, részben a turizmus fejlődésének köszönhetően: felépültek az első luxusszállók, és a város a part mentén szétterült. Olyan hírességek időztek itt, mint Erzsébet magyar királyné, azaz „Sissi”, az orosz uralkodó neje Mária Alekszandrovna orosz cárné, II. Miklós orosz cár és Italo Calvino, neves író. 1905-ben nyitott meg a kaszinó, amely vitán felül ma a város legnevezetesebb épülete.
1920-ban, a sèvres-i békeszerződést előkészítő sanremói konferencián a győztes szövetségesek megállapodtak az első világháborúban legyőzött Oszmán Birodalom felosztásáról. 1922 és 1924 között Sanremóban élt emigrációban VI. Mehmed Vahideddin, az oszmán birodalom utolsó szultánja.

## A népesség alakulása
| Év           | 1861   | 1881   | 1911   | 1931   | 1951   | 1971   | 1991   | 2007   |
| Lakosságszám | 12 464 | 18 760 | 27 013 | 29 583 | 40 464 | 62 210 | 56 003 | 56 385 |

## Testvérvárosok
Sanremo testvérvárosai:
- Atami, Japán (1976 óta)
- Helsingør, Dánia
- Karlskoga, Svédország

## A város híres szülöttei és lakói
- Luigi Pirandello, a Nobel-díjas szicíliai író 1933-34 között élt Sanremóban, és a kaszinó művészeti igazgatójának nevezték ki
- Juan Manuel Fangio, autóversenyző első európai Grand Prix-győzelmét a Sanremo-Ospedaletti versenyen szerezte meg, 1949-ben
- Giovanni Girolamo Saccheri (1667–1733), jezsuita filozófus, teológus és matematikus
- Angelo Iachino (1889–1976), admirális
- Mario Bava (1914–1980), filmrendező, operatőr és forgatókönyvíró
- Fabio Fognini (*1987), teniszező
- Itt hunyt el Mohammad Ali perzsa sah (1872–1925), a Kádzsár-dinasztia utolsó előtti uralkodója
- Itt hunyt el VI. Mehmed oszmán szultán (1861–1926), az Oszmán Birodalom utolsó uralkodója

## Külső hivatkozások
- A város hivatalos honlapja (olaszul)
- A város hivatalos videóweboldala (olaszul)
- A sanremói fesztivál weboldala (olaszul)

## Fordítás
- Ez a szócikk részben vagy egészben  a   Sanremo című német Wikipédia-szócikk fordításán alapul.  Az eredeti cikk szerkesztőit annak laptörténete sorolja fel. Ez a jelzés csupán a megfogalmazás eredetét és a szerzői jogokat jelzi, nem szolgál a cikkben szereplő információk forrásmegjelöléseként.